# 哈拉瓦納山
14°20′05″S 69°44′13″W / 14.33472°S 69.73694°W
哈拉瓦納山（Jalahuana），是秘魯的山峰，位於該國東南部普諾大區，由卡拉瓦亞省和桑迪亞省負責管轄，屬於安地斯山脈的一部分，海拔高度5,325米。